# Comté de Jackson (Colorado)
Pour les articles homonymes, voir Jackson et Comté de Jackson.
Le comté de Jackson est un comté du Colorado. Son siège est Walden.
Créé en 1909, le comté est nommé en l'honneur d'Andrew Jackson.

## Démographie
| 1910  | 1920  | 1930  | 1940  | 1950  | 1960  |
| ----- | ----- | ----- | ----- | ----- | ----- |
| 1 013 | 1 340 | 1 386 | 1 798 | 1 976 | 1 758 |

| 1970  | 1980  | 1990  | 2000  | 2010  | - |
| ----- | ----- | ----- | ----- | ----- | - |
| 1 811 | 1 863 | 1 605 | 1 577 | 1 394 | - |